# Alexander Mackenzie (kompozytor)
Sir Alexander Campbell Mackenzie (ur. 22 sierpnia 1847 w Edynburgu, zm. 28 kwietnia 1935 w Londynie) – szkocki kompozytor i dyrygent.

## Życiorys
Pochodził z rodziny o tradycjach muzycznych. Talent muzyczny wykazywał już jako dziecko, w związku z czym został wysłany na naukę do Niemiec. W latach 1857–1862 przebywał w Schwarzburg-Sondershausen, gdzie uczył się teorii i gry na skrzypcach u K.W. Ulricha i E. Steina, a także grał w szkolnej orkiestrze. Po powrocie do Anglii otrzymał stypendium Royal Academy of Music w Londynie, gdzie uczył się u Prospera Saintona (skrzypce), Charlesa Lucasa (teoria) i Fredericka Bowena Jewsona (fortepian). W latach 1865–1879 działał w rodzinnym Edynburgu jako skrzypek i nauczyciel muzyki. Od 1879 do 1885 roku przebywał we Florencji.
W 1888 roku został wybrany na stanowisko dyrektora Royal Academy of Music w Londynie, które piastował do 1924 roku. Udało mu się przywrócić tej upadającej wówczas uczelni poziom i uczynić ją konkurencyjną wobec innych uczelni muzycznych. W latach 1892–1899 był dyrygentem Philharmonic Society of London. Od 1908 do 1912 roku pełnił funkcję przewodniczącego Internationale Musikgesellschaft.
W 1895 roku otrzymał tytuł szlachecki. Rycerz Komandor Królewskiego Orderu Wiktoriańskiego (1922).

## Twórczość
W swojej twórczości nawiązywał do muzyki kompozytorów niemieckich takich jak Felix Mendelssohn-Bartholdy, Robert Schumann i Ferenc Liszt. W utworach instrumentalnych na szeroką skalę wykorzystywał elementy szkockiej muzyki ludowej. Opery Mackenziego inspirowane są twórczością Richarda Wagnera, co przejawia się w stosowaniu motywów przewodnich, pomimo dobrej muzycznej charakterystyki postaci posiadają jednak słabe libretta.
Prapremierowe wykonanie jego Scottish Concerto w Londynie w 1897 roku poprowadził Ignacy Jan Paderewski.

## Wybrane kompozycje
(na podstawie materiałów źródłowych)

### Utwory orkiestrowe
- Larghetto and Allegretto na wiolonczelę i orkiestrę (1875)
- Overture to a Comedy (1876)
- Scherzo (1878)
- Rhapsodie ecossaise: Scottish Rhapsody No. 1 (1880)
- Tempo di ballo (1880)
- Burns: Scottish Rhapsody No. 2 (1880)
- La Belle dame sans merci (1883)
- Koncert skrzypcowy (1885)
- 12th Night (1888)
- Pibroch na skrzypce i orkiestrę (1889)
- Highland Ballad na skrzypce i orkiestrę (1893)
- Britannia (1894)
- Scottish Concerto na fortepian i orkiestrę (1897)
- Processional March (1899)
- Coronation March (1902)
- London Day by Day (1902)
- Canadian Rhapsody (1905)
- Tam o’Shanter: Scottish Rhapsody No. 3 (1911)
- An English Joy-Peal (1911)
- Ancient Scots Tunes na orkiestrę smyczkową (1915)
- Youth, Sport and Loyalty (1922)

### Utwory kameralne
- Trio fortepianowe (1874)
- Kwartet smyczkowy (1875)
- Kwartet fortepianowy (1875)
- From the North na skrzypce i fortepian (1895)
- 4 Dance Measures na skrzypce i fortepian (1915)
- Distant Chimes na skrzypce i fortepian (1921)
- 2 Pieces na wiolonczelę i fortepian (1928)

### Utwory fortepianowe
- Rustic Suite (1876)
- In the Scottish Highlands (1880)
- Old English Air with Variations (1915)
- Odds and Ends, par ci, par là (1916)
- Jottings (1916)
- In Varying Moods (1921)

### Kantaty
- The Bride (1881)
- Jason (1882)
- The Story of Sayid (1886)
- The Dream of Jubal (1889)
- The Witches’ Daughter (1904)
- The Sun-God’s Return (1910)

### Oratoria
- The Rose of Sharon (1884, zrewid. 1910)
- Bethlehem (1894)
- The Temptation (1914)

### Opery
- Colomba (wyst. 1883, wersja zrewid. wyst. 1912)
- The Trubadour (wyst. 1886)
- Phoebe (b.d., niewystawiona)
- His Majesty, or The Court of Vingolia (wyst. 1907)
- The Cricket on the Hearth (wyst. 1914)

### Operetka
- The Knight of the Road (wyst. 1905)